# 金沢市立杜の里小学校
金沢市立杜の里小学校（かなざわしりつ もりのさとしょうがっこう、英語: Kanazawa Municipal Morinosato Elementary School）は、石川県金沢市若松町3丁目にある公立小学校。
校名は杜の里地域に所在することに由来する。プールが校庭脇などの地上1階でなく校舎の3階に設置されており、防火水槽としての機能も兼ね備えたものとなっている。

## 沿革
- 2005年（平成17年）9月21日 - 金沢市若松町3丁目282番地（当時は若松町暫定運動広場[注釈 1]）において金沢市立第2田上小学校（仮称）校舎新築工事を開始[6][7]。
- 2007年（平成19年）
  - 3月20日 - 校舎・運動場など学校施設全体が完成[7][5]。
  - 4月1日 - 金沢市立杜の里小学校を創立[4]。
- 2016年（平成28年）6月25日 - 創立10周年記念式典・記念講演を挙行[8]。俳優の篠井英介が来校[9]。

## 学区
田上町(リ53番地1、リ54番地～リ56番地、リ301番地、ヌ1番地1、ヌ1番地4～ヌ1番地5、ヌ49番地2、ヌ49番地4、ヌ51番地～ヌ54番地、ヌ64番地1、ヌ64番地4、ヌ65番地1、ヌ68番地1、ヌ73番地1、ヌ75番地～ヌ94番地、ヲ76番地1、ヲ76番地10、フ30番地に限る。)、田上さくら3丁目(106番～107番、114番～123番、137番～139番に限る。)、旭町、旭町1丁目、旭町2丁目、旭町3丁目、鈴見台1丁目、鈴見台2丁目、鈴見台3丁目、鈴見台4丁目、鈴見台5丁目、鈴見町、若松町、上若松町、若松町1丁目、若松町2丁目、若松町3丁目、もりの里1丁目(42番～48番を除く。)、もりの里2丁目、もりの里3丁目、角間新町

## 進学先中学校
- 金沢市立兼六中学校[11]

## 周辺
杜の里小学校の校下には浅野川が流れている。
文教関係
- 杜の里児童館
- 金沢市立兼六中学校
- 石川県立金沢商業高等学校

商業関係
- クスリのアオキ鈴見店
- アルビス杜の里店
- V・ドラッグ杜の里店